# 法夫爾峰
[Image:Muverans.jpg|right|thumb]]
46°12′37″N 7°06′12.3″E / 46.21028°N 7.103417°E
法夫爾峰（Dent Favre），是瑞士的山峰，位於該國西部，處於瓦萊州和沃州接壤的邊境，屬於伯爾尼山的一部分，海拔高度2,917米，每年平均降雨量1,395毫米。